# Tranmere Rovers Football Club
O Tranmere Rovers Football Club é um clube de futebol da Inglaterra, sediado em Birkenhead. Atualmente disputa a EFL League One, a terceira  divisão do Campeonato Inglês. 

### Títulos
- EFL Trophy: 1989-90